# Auf dem Sankt Nikolaikirchhof 1/2 (Stralsund)

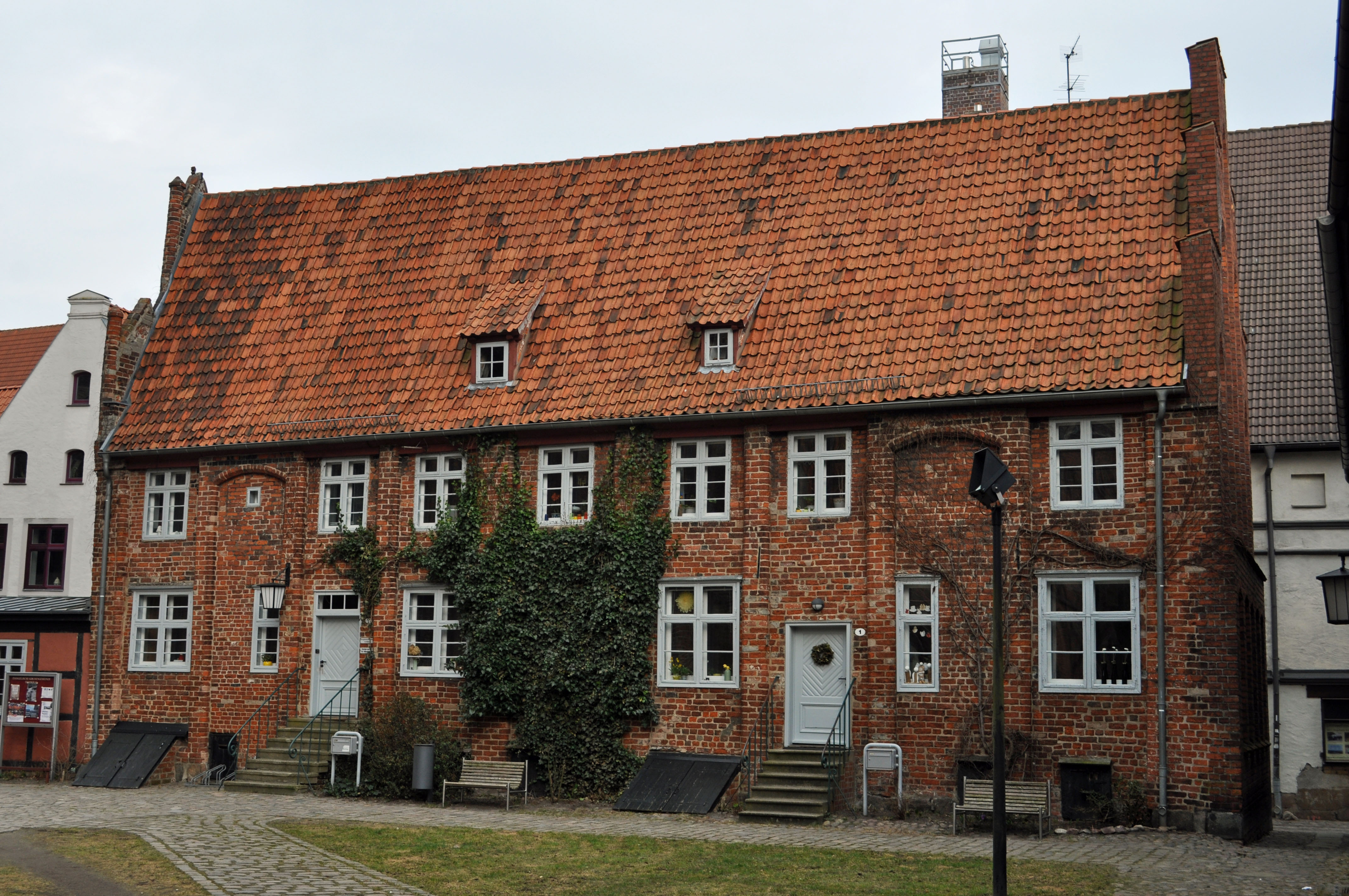
Terrakottamedaillons am Haus Apollonienmarkt 16 in Stralsund (2012)

Das Gebäude mit der postalischen Adresse Auf dem Sankt Nikolaikirchhof 1/2 ist ein denkmalgeschütztes Bauwerk in der Straße Auf dem Sankt Nikolaikirchhof in Stralsund, südöstlich der St.-Nikolai-Kirche.
Der zweigeschossige Backsteinbau mit Giebel wurde gegen Mitte des 14. Jahrhunderts errichtet.
Die Fassade des langgestreckten, schmalen Gebäudes weist an der nördlichen, zur Semlower Straße gelegenen Schmalseite einen glasierten Vierpass-Fries auf. Darüber steht der Pfeilergiebel mit von Wimpergen gekrönten Spitzbogenblenden.
Zum Gebäude gehört eine angrenzende Backsteinmauer zur Bechermacherstraße.
Das Haus liegt im Kerngebiet des von der UNESCO als Weltkulturerbe anerkannten Stadtgebietes des Kulturgutes „Historische Altstädte Stralsund und Wismar“. In die Liste der Baudenkmale in Stralsund ist es mit der Nummer 834 eingetragen.
Das Haus diente zunächst als Küsterhaus, aber auch als Lateinschule.